# 7241 Kuroda
7241 Kuroda eller 1990 VF3 är en asteroid i huvudbältet som upptäcktes den 11 november 1990 av de båda japanska astronomerna Kazuro Watanabe och Kin Endate vid Kitami-observatoriet. Den är uppkallad efter Takehiko Kuroda.
Asteroiden har en diameter på ungefär 5 kilometer.